# Union des Serbes de Roumanie
L'Union des Serbes de Roumanie (en roumain Uniunea Sârbilor din România) est un parti politique représentant la minorité serbe de Roumanie. Un siège de député à la Chambre lui est garanti par la Constitution.
Lors des élections locales de 2016, le parti remporte 13 sièges de conseillers municipaux, dans les communes de Felnac, Moldova Nouă, Berzasca, Naidăș, Pojejena, Svinița, Banloc, Cenei, Giulvăz, Peciu Nou.